# 大蓋沙鮨
大蓋沙鮨，為輻鰭魚綱鱸形目鱸亞目鮨科的其中一種，分布於東太平洋區，從墨西哥加利福尼亞灣至秘魯海域，棲息深度9-80公尺，體長可達18公分，生活在沙泥底質海域，為底棲性魚類，屬肉食性，以甲殼類為食。

## 擴展閱讀
維基物種上的相關：大蓋沙鮨